# Taylor (Portwein)

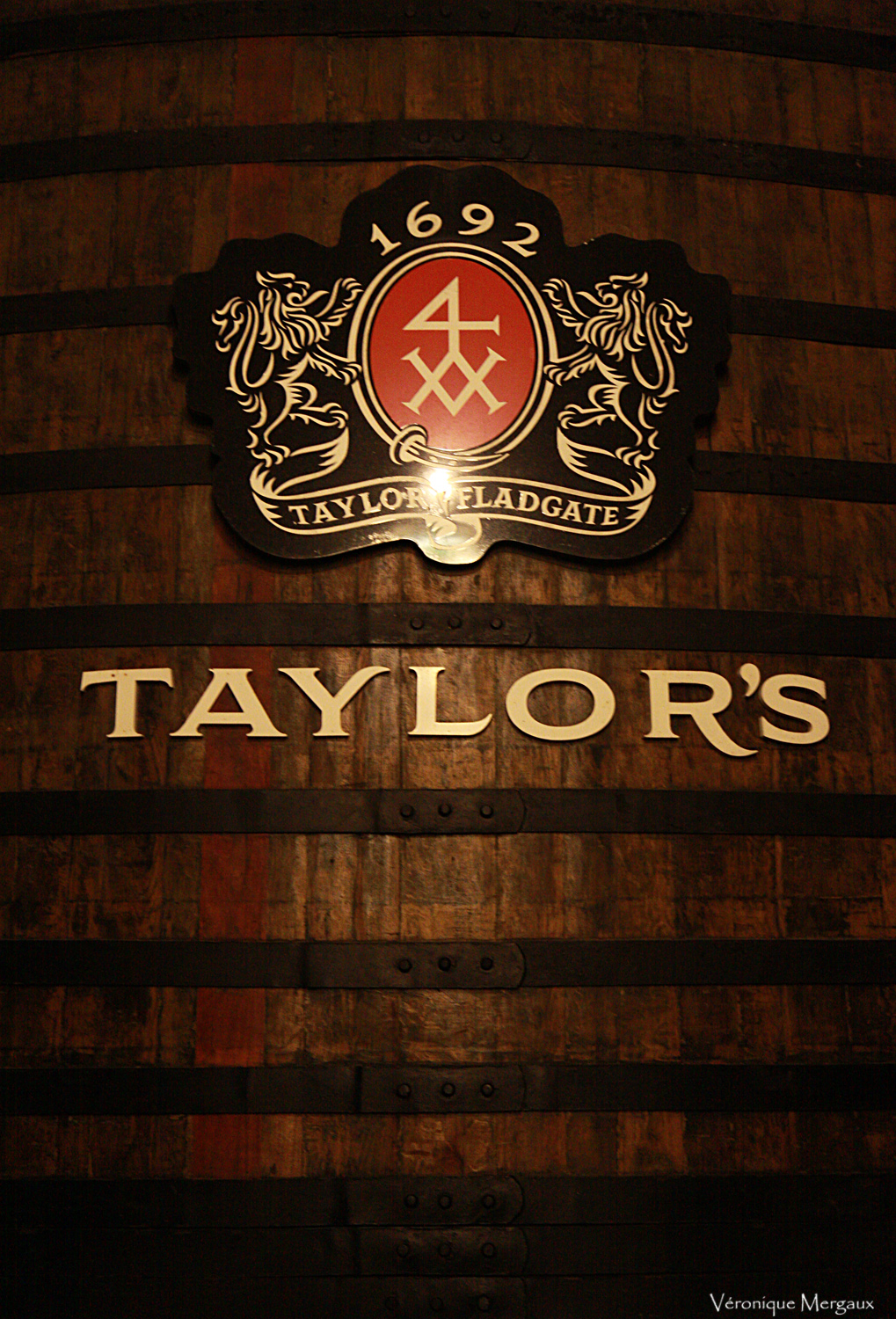
Das Taylor-Emblem auf einem Portweinfass

Taylor, Fladgate & Yeatman – Vinhos, S.A. (kurz Taylor) ist ein Hersteller und Handelshaus für Portweine mit Sitz in Vila Nova de Gaia in der Nähe des Anbaugebiets Alto Douro in Portugal. Das Unternehmen wurde 1692 gegründet und befindet sich in Familienbesitz.